# Ælfwine (évêque de Lichfield)
Pour les articles homonymes, voir Ælfwine et Ælle.
Ælfwine ou Ælle est un prélat anglo-saxon du Xe siècle. Il devient évêque de Lichfield à une date inconnue entre 903 et 915 et le reste jusqu'à sa mort, survenue à une date inconnue entre 935 et 941.
Il apparaît dans une position étonnamment prééminente dans les listes de témoins des chartes du roi Æthelstan entre 928 et 935. Ces chartes sont toutes l'œuvre d'un scribe appelé « Æthelstan A » par les chercheurs modernes. Dans sa biographie d'Æthelstan, l'historienne Sarah Foot suggère que ce scribe pourrait être Ælfwine lui-même.